# Novîi Hrebenîk, Rozdilna
Novîi Hrebenîk (în ucraineană Новий Гребеник) este un sat în comuna Rozdilna din raionul Rozdilna, regiunea Odesa, Ucraina.

## Demografie
Componența lingvistică a localității Novîi Hrebenîk
     Ucraineană (82,61%)
     Rusă (17,39%)
Conform recensământului din 2001, majoritatea populației localității Novîi Hrebenîk era vorbitoare de ucraineană (82,61%), existând în minoritate și vorbitori de rusă (17,39%).